# Юба Сіссохо
Юба Ндіає Сіссохо (ісп. Youba Ndiaye Sissokho, 7 листопада 1991, Дакар) — іспанський боксер сенегальського походження, призер чемпіонату Європи серед аматорів.

## Аматорська кар'єра
Юба Сіссохо народився у Сенегалі і виріс в Іспанії.
На чемпіонаті Європи 2013 переміг двох суперників і програв у чвертьфіналі Богдану Шелестюку (Україна) — 0-3.
На Європейських іграх 2015 програв у другому бою Олександру Беспутіну (Росія) — 0-3.
На чемпіонаті Європи 2015 завоював бронзову медаль.
- В 1/8 фіналу переміг Василя Білоуса (Молдова) — 2-1
- У чвертьфіналі переміг Зденека Хладека (Чехія) — 3-0
- У півфіналі програв Еймантасу Станіонісу (Литва) — 0-3

На чемпіонаті світу 2015 програв в другому бою Еуміру Марсіалю (Філіппіни).
На Олімпійських іграх 2016 програв у першому бою Шахраму Гіясову (Узбекистан) — 0-3.
На чемпіонаті світу 2021 програв в першому бою Ніколає Букса (Молдова), але після перегляду результату отримав перемогу і пройшов у наступну стадію, в якій поступився Юрію Захарєєву (Україна) — 0-5.
На Європейських іграх 2023 у попередньому раунді програв Ескерхану Мадієву (Грузія).